# Gare de Saint-Romain-de-Popey
La gare de Saint-Romain-de-Popey est une gare ferroviaire française située sur la commune de Saint-Romain-de-Popey dans le département du Rhône et la région Auvergne-Rhône-Alpes. 

## Situation ferroviaire
Établie à 318 m d'altitude, la gare de Saint-Romain-de-Popey est située au point kilométrique (PK) 471,931 de la ligne du Coteau à St-Germain-au-Mont-d'Or entre les gares de Pontcharra - Saint-Forgeux et L'Arbresle.

## Service voyageurs

### Accueil
Halte SNCF, c'est un point d'arrêt non géré (PANG) à entrée libre.

### Dessertes
Saint-Romain-de-Popey est desservie par des trains du réseau TER Auvergne-Rhône-Alpes (ligne Roanne - Lyon).

### Intermodalité
Pour se garer, la gare de Saint-Romain-de-Popey dispose de deux parkings. L'un (d'une trentaine de places) est situé juste à côté de celle-ci et un autre (de 42 places) situé à 130 m de la gare après le passage à niveau.
Les vélos peuvent aussi se garer à l'entrée de la gare grâce à un équipement prévu pour ceci.